# Elizaveta Dementeva
Elizaveta Dementeva (n. 15 noiembrie 1928, Polesia Region⁠(d), RSS Bielorusă, URSS – d. 27 iulie 2022, Sankt Petersburg, Rusia) a fost o caiacistă sovietică, medaliată olimpică. A participat la o ediție a Jocurilor Olimpice (1956) în care a câștigat o medalie de aur.

## Participări
Lista de mai jos prezintă principalele competiții la care a participat Yelizaveta Dementyeva de-a lungul carierei.
- canoeing at the 1956 Summer Olympics – women's K-1 500 metres[*]